# Condado de Corson
O Condado de Corson é um dos 66 condados do Estado americano da Dakota do Sul. A sede do condado é McIntosh, e sua maior cidade é McIntosh. O condado possui uma área de 6 551 km² (dos quais 146 km² estão cobertos por água), uma população de 4 181 habitantes, e uma densidade populacional de 0,7 hab/km² (segundo o censo nacional de 2000).